# Park (BMX)

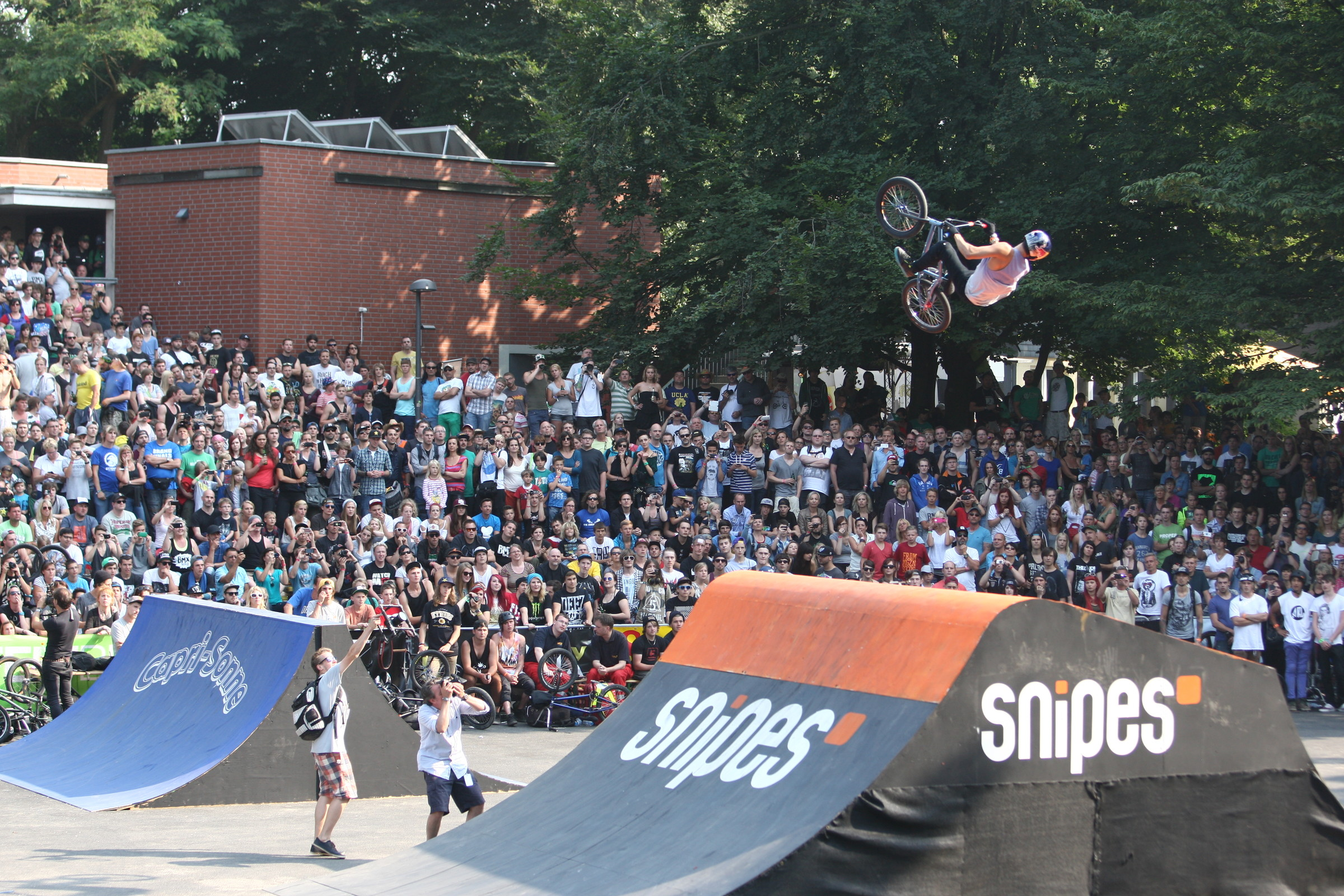
Park-Anlage mit Spine Ramp (links) und Jump Box (rechts)

Park ist eine Variante des BMX-Freestyle. Sie ist seit 2020 olympischer Radsport-Wettbewerb.

## Regeln
Park-Wettkämpfe finden auf einer eingegrenzten Fläche mit Rampen statt, auf denen Sprünge möglich sind. Fahrer haben eine Minute Zeit, um ein Programm aus möglichst vielen Tricks zu präsentieren, die dem üblichen Freestyle-Repertoire entnommen sind. Die Regeln enthalten aber weder eine Liste anerkannter Stilelemente noch genaue Vorschriften, wie diese zu bewerten seien. Ausschlaggebend ist der Gesamteindruck unter Einbeziehung von Kriterien wie Schwierigkeitsgrad, Originalität und Ausführung der Tricks.
Eine Darbietung wird mit bis zu 99,99 Punkten bewertet. Die Punktzahlen haben untergeordnete Bedeutung, sie etablieren lediglich die Rangordnung der Teilnehmer. Ein und dieselbe Darbietung kann also, je nach Konkurrenz, unterschiedliche Wertungen erhalten. Wettkämpfe sind in Qualifikationsrunden, Halbfinale und Finale eingeteilt. In jeder Runde treten die Fahrer zweimal an; in Qualifikationsrunden zählt das arithmetische Mittel beider Bewertungen, im Halbfinale und im Finale das bessere von beiden.

## Aufbau des Parks

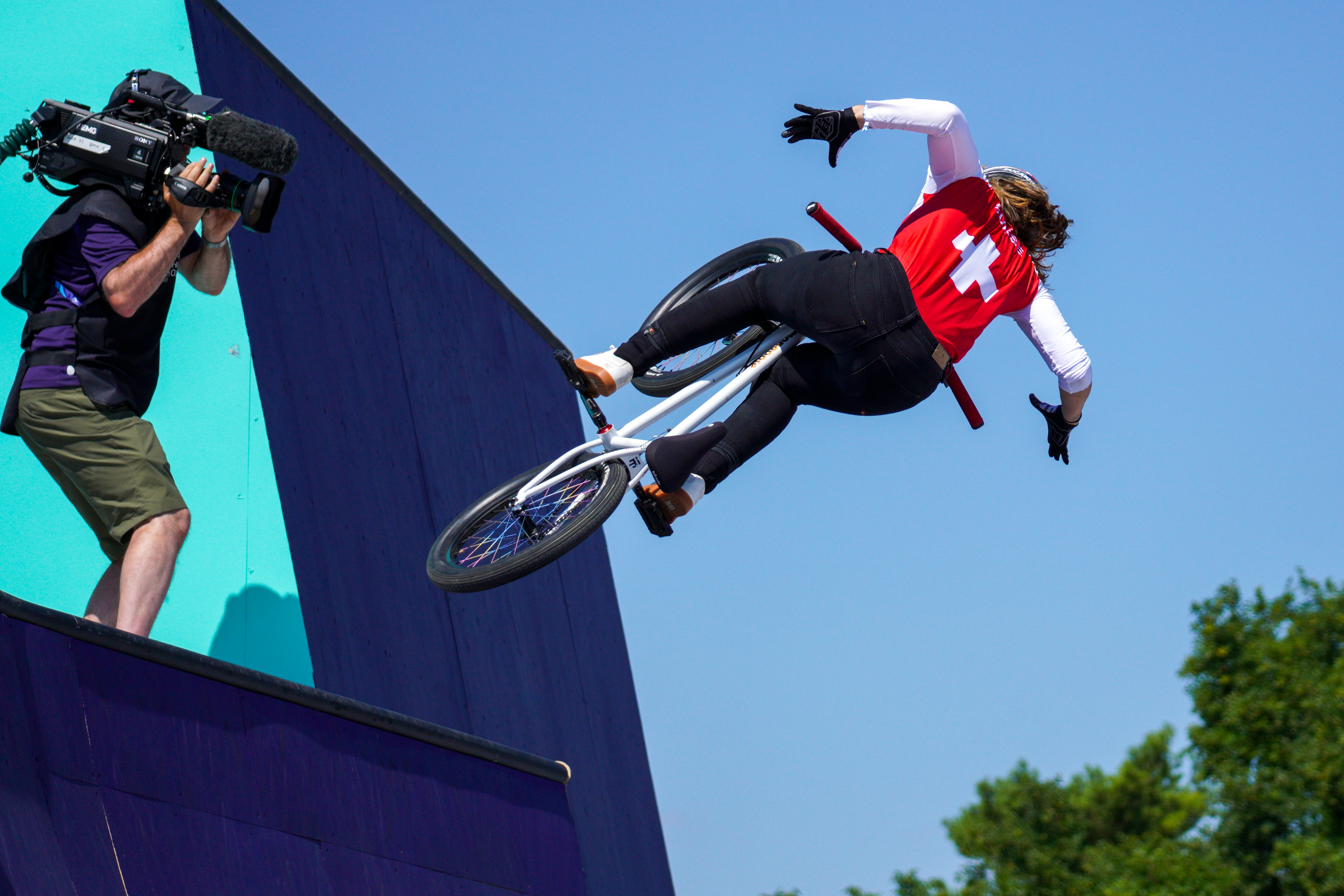
Sprung an einer Quarterpipe

Die „Park“ genannte Wettkampfstätte soll wenigstens 15 × 25 Meter messen, höchstens 60 × 60 Meter, und mehrere Hindernisse enthalten, um Tricks zu ermöglichen. Im Prinzip können Park-Wettkämpfe in Skateparks oder Betonschüsseln stattfinden, für hochrangige Veranstaltungen sind jedoch speziell für Park gebaute Arenen empfohlen oder gar vorgeschrieben. Eine Gestaltungsrichtlinie des Radsport-Weltverbands UCI nennt folgende Hauptelemente:
- Quarterpipe: eine Rampe, die zum Richtungswechsel benutzt werden kann. Eine Quarterpipe kann, muss aber keinen vertikalen Abschnitt enthalten.
- Spine Ramp: zwei gegensätzlich orientierte Quarter Pipes nebeneinander ohne Plattform dazwischen.
- Jump Box: ein Hindernis mit zwei unterschiedlich steilen Rampen, die von der steileren zur flacheren Seite übersprungen werden kann. Zwischen den Rampen kann sich eine Plattform befinden.
- Step-Up: eine Rampe, an deren oberen Ende eine Lücke übersprungen werden muss, um zu einer höher gelegenen Plattform zu gelangen.